# Объездная улица (Зеленогорск)
Объездна́я у́лица — улица в городе Зеленогорске Курортного района Санкт-Петербурга. Проходит от Красноармейской улицы до Комсомольской улицы.
Название появилось в послевоенное время. С чем оно связано, неизвестно.
В будущем, согласно красным линиям, в створе Объездной улицы должны быть Разъезжая улица. Сейчас между ними 15-метровый сдвиг. Теми же красными линиями Объездную улицу должны выпрямить.

## Застройка
- Дом № 7 — стадион «Спартак». Территория заброшена более десяти лет. В 2016—2017 годах здесь построят тренировочную площадку детской-юношеской школы олимпийского резерва, которая будет использоваться во время чемпионата мира по футболу. Площадка будет состоять из одноэтажного технического корпуса и трехэтажного корпуса для команд[3].